# أبو منصور الماتريدي
أبو منصور الماتريدي  مؤسس المدرسة الماتريدية، ومن أبرز الشخصيات الإسلامية، شرح عقيدة أهل السنة والجماعة بمنهج النقل والعقل. استفاد من آراء أبي حنيفة الكلامية، ولكنه لم يكن مجرد شارح ومفصل لطريقة أبي حنيفة، بل كان مبتكراً، له منهجه الخاص به، وهو أحد مجددي الإسلام في زمانه.  وقد سبق الإمام الماتريدي الإمام الأشعري في القيام بهذه المهمة في الدفاع عن العقيدة. وقد لقبه أصحابه بألقاب مختلفة؛ منها: «إمام الهدى»، و«علم الهدى»، و«إمام المتكلمين»، و«مصحح عقائد المسلمين»، و«رئيس أهل السنة»، و«قدوة أهل السنة والاهتداء»، و«رافع أعلام السنة والجماعة»، و«قالع أضاليل الفتنة والبدعة». فهذه الأوصاف والألقاب تدل على عظمة مكانته في نفوس أصحابه، حيث نهض الماتريدي في الأقاليم الشرقية من العالم الإسلامي. فالإمام الماتريدي وُلد تقريباً بعد مائة عام من وفاة الإمام أبي حنيفة، والإمام الأشعري تبنى عقيدة أهل السنة بعد مرور الثلث الأخير من عمره. وكلهم قد تبنّوا منهجاً مماثلاً وطبّقوه، فاستطاعوا بمرور الزمن أن يشكّلوا مدرسة كلامية سنية انتسب إليها كثيرًا من المسلمين.

## نسبه
ينتهي نسبه إلى الصحابي أبي أيوب الأنصاري، مضيف النبي الذي نزل عليه في دار الهجرة بعد هجرته من مكة إلى المدينة، لهذا يذكره كمال الدين البياضي فيقول: الإمام أبو منصور محمد بن محمد بن محمود الماتريدي الأنصاري.

## مولده
ولد بماتريد أو ماتريت (بضم التاء) وهي محلة بسمرقند في بلاد ما وراء النهر، ويوصف بالماتريدي تارة، وأحيانًا تضاف نسبته إلى سمرقند، فيقال: أبو منصور محمد بن محمد بن محمود الماتريدي السمرقندي، وكنيته: أبو منصور. وقد اتفق المترجمون له على أنه توفي عام 333 هـ، ولم يعيّنوا تاريخ ميلاده، ولكن يمكن تعيينه على وجه التقريب من جانب مشايخه الذين تخرج عليهم في الحديث، والفقه، وعلم الكلام، فإن أحد مشايخه هو نصير بن يحيى البلخي المتوفّى عام 268 هـ فلو تلقّى عنه العلم وهو ابن عشرين يكون هو من مواليد عام 248 هـ، أو ما يقاربه.

## حياته
عاش الماتريدي في سمرقند وقد تولى مُلك سمرقند: آل سامان، وهم من قرية بنواحي سمرقند يقال لها سامان، وهم من أحسن الملوك سيرة وإجلالاً للعلم وأهله، وقد كانت الأحوال السياسية والفكرية في بيئة الماتريدي مرتبطة بالأحوال السائدة في الدولة الإسلامية، فقد شهدت الدولة في النصف الثاني من القرن الثالث والرابع للهجرة انقسامات سياسية خطيرة أدت إلى تعدد مناطق النفوذ، ولقد ساعد على هذا الانقسام ضعف الخليفة العباسي في بغداد، وأما الحالة العلمية فكانت أنضج منها في العصر الذي قبله، فقد أخذ علماء هذا العصر ما نقله المترجمون قبلهم فشرحوه وهضموه، وكانت النتيجة لذلك نهضة علمية كبيرة وتعدد مراكز العلم في أرجاء الدولة الإسلامية، هذا وقد كانت الدولة العباسية تعاني من الضعف إلى أن جاء المتوكل ابن المعتصم إلى الخلافة سنة 232 هـ -أي في سنوات طفولة الماتريدي- فأمر بإبطال المحنة والنهي عن الجدال في القرآن، وبعد عامين رد المتوكل على الفقهاء وأصحاب الحديث حريتهم، وأحسن إليهم، وأذن بأن يجلسوا إلى الناس ويحدثونهم في قضايا التوحيد، وعزل المعتزلة. وبذلك فقد عاش الماتريدي في عصر الجدل والمناظرات بين المعتزلة وأهل السنة، وتفقه في العلم على أئمة العلماء في عصره الذين أخذوا العلم عن سلسلة من العلماء تنتهي إلى أبي حنيفة، أما مؤلفاته فهي دالة على أنه كرّس حياته للعلم لحراسة العقيدة والرد على المنحرفين في عقائدهم، فألف في الفقه والأصول وعلم الكلام، والتفسير، ومن مؤلفاته المنسوبة إليه: كتاب التوحيد، والمقالات، ورد أوائل الأدلة للكعبي، ورد تهذيب الجدل للكعبي، وبيان وهم المعتزلة، ووعيد الفساق ورد الأصول الخمسة لأبي عمر الباهلي، والرد على أصول القرامطة، ومآخذ الشرائع في أصول الفقه، والجدل في أصول الفقه، ورد الإمامة لبعض الروافض، والدرر في أصول الدين، وله كتاب جليل في تفسير القرآن وهو تأويلات أهل السنة، وهو من أهم ما صنف الإمام الماتريدي، وقد قال عنه ابن أبي الوفاء القرشي الحنفي: «وهو كتاب لا يوازيه فيه كتاب، بل لا يدانيه شيء من تصانيف من سبقه في ذلك الفن»، إلى غير ذلك من الكتب المنسوبة إليه، والتي ما زال أكثرها مخطوطاً أو ضائعاً.
ومما يدعو إلى العجب إغفال ترجمة الإمام الماتريدي في أكبر وأشهر كتب التراجم، بالرغم من أنه عاش في بلاد اتسمت بالاستقرار في عصره، وبنضج الحركة العلمية والفكرية فيها، ومن أسباب ذلك الإغفال التي ذكرها بعض الباحثين:
1. بُعد بلاد ما وراء النهر عن معترك الساحة الثقافية في المشرق العربي ومغربه، وبُعد ماتريد عن مركز الخلافة العباسية ببغداد، مما أدي إلى انقطاع أخبار الماتريدي عن علماء ومؤرخي المشرق والمغرب.
2. لم تذكر المصادر قيام الماتريدي برحلات إلى المشرق العربي ودخوله حلقات المناظرات والمجادلات فيها مباشرة، والتي كانت تعقد في بغداد والمواقع العربية الأخرى.
3. ظهور الإمام أبي الحسن الأشعري في المشرق العربي، وشهرته من حيث أنه متكلم ناصر لأهل السنة والجماعة، مع أن الماتريدي كان أسبق من الأشعري في ابتداء الكلام وفق عقيدة أهل السنة وإظهار مذهب الإمام أبي حنيفة.
4. لم يرزق الماتريدي كما رزق غيره من المتكلمين بأتباع يفسرون ويشرحون كتبه بشكل كبير كما فعل أتباع الأشعري الكبار، إذ أن أتباع الماتريدي نادراً ما يشيرون إلى اسمه، وكأنهم -من دون قصد- لم يولوا اهتماماً أو عناية بشيخهم الماتريدي؛ لانصرافهم إلى تدعيم مذهب الماتريدي الكلامي العقدي وليس دعم شخصه، كما أنهم كانوا يكتفون بالنسبة إلى الإمام أبي حنيفة باعتباره الأصل، إذ إن المذهب الماتريدي في الفقه يمثل مذهبه الكلامي ذاته، بحيث أصبحت الماتريدية والحنفية لفظين مترادفين لمعنى واحد.[12]
5. دعم القوة السياسية مدرسة أبي الحسن الأشعري التي نشأ صاحبها وتوفي في بغداد مركز الخلافة.
6. نصرة المذهب المالكي والشافعي المدرسة الأشعرية، وبقاء المدرسة الماتريدية الحنفية وحدها لم تدعمها مذاهب أخرى.
7. سهولة المواصلات على العلماء الدارسين بين مركز الخلافة وبلادهم القريبة منه، وصعوبة المواصلات إلى ما وراء النهر.[13]

ومهما يكن من أمر فقد كان الإمام الماتريدي فقيهاً حنفياً ومتكلماً على مذهب أهل السنة، وخصماً للمعتزلة، وإليه تنسب الماتريدية أو المذهب الماتريدي، ولقد انتشرت الماتريدية وكثر أتباعها في ما وراء النهر، وانتشرت فيما بعد في عهد الخلافة العثمانية في بلاد الشام ومصر وكثر أتباعها، وشاعت آراء الماتريدي في البلاد التي ساد فيها المذهب الحنفي، وبخاصة فيما وراء النهر، والهند، وباكستان، وتركيا.

## ألقابه
لُقِّبَ بألقاب كثيرة، منها:
1. «إمام الهدى».
2. و«إمام المتكلمين».
3. و«مصحح عقائد المسلمين».
4. و«رئيس أهل السنة».
5. و«إمام أهل السنة والجماعة».
6. و«شيخ أهل السنة والجماعة».
7. و«قدوة أهل السنة والاهتداء».
8. و«رافع أعلام السنة والجماعة».
9. و«قالع أضاليل الفتنة والبدعة».
10. و«شيخ الإسلام».[4]

ويلقب أيضاً بـ «علم الهدى» لكونه كان واحدا من الذين وقفوا في خطّ الدفاع عن السنة والتصدي لمن يحاول تشويهها، وينتهي نسبه إلى أبي أيوب الأنصاري، مضيف النّبي الذي نزل عليه في دار الهجرة بعد هجرته من مكة إلى المدينة. لهذا يذكره كمال الدين البياضي فيقول: الإمام أبو منصور محمد بن محمد بن محمود الماتريدي الأنصاري.

## شيوخه
قد أخذ العلم عن عدة من المشايخ هم:
1. أبو بكر أحمد بن إسحاق الجوزجاني.
2. أبو نصر أحمد بن العياضي.
3. نصير بن يحيى.
4. محمد بن مقاتل الرازي.

قال العلامة مرتضى الزبيدي: «تخرّج الماتريدي على الإمام أبي نصر العياضي.. ومن شيوخه الإمام أبو بكر أحمد بن إسحاق بن صالح الجوزجاني صاحب الفرق، والتمييز.. ومن مشايخه محمد ابن مقاتل الرازي قاضي الري. والأوّلان من تلاميذ أبي سليمان موسى بن سليمان الجوزجاني، وهو من تلاميذ أبي يوسف، ومحمد بن الحسن الشيباني. وأما شيخه الرابع (محمد بن مقاتل) فقد تخرّج على تلميذ أبي حنيفة مباشرة، وعلى ذلك فالماتريدي يتصل بإمامه تارة بثلاث وسائط، وأخرى بواسطتين. فعن طريق الأوّلين بوسائط ثلاث، وعن طريق الثالث (بن مقاتل) بواسطتين.»

## تلاميذه
تخرج عليه عدّة من العلماء منهم:
1. أبو القاسم إسحاق بن محمد بن إسماعيل الشهير بالحكيم السمرقندي (ت 340 هـ).
2. الإمام أبو الليث البخاري.
3. الإمام أبو محمد عبد الكريم بن موسى البزدوي، جد محمد بن محمد بن الحسين بن عبد الكريم البزدوي مؤلف كتاب أصول الدين. يقول حفيده: «ووجدت للشيخ الإمام الزاهد أبي منصور الماتريدي السمرقندي كتاباً في علم التوحيد على مذهب أهل السنة، وكان من رؤساء أهل السنة. فإن جدنا كان أخذ معاني كتب أصحابنا، وكتاب التوحيد، وكتاب التأويلات من خلق عن الشيخ الإمام أبي منصور الماتريدي - رحمه الله - إلا أن في كتاب التوحيد الذي صنفه الشيخ أبو منصور قليل انغلاق وتطويل، وفي ترتيبه نوع تعسير لولا ذلك لاكتفينا به.»

ومن الذين تلقوا العلم على يد الماتريدي مباشرة:
- أبو أحمد العياض: وهو نجل أبو نصر العياض الذي أخذ عنه الماتريدي وزامله أيضاً، ولقد تخرج أبو أحمد على يد الماتريدي، ولقد بلغ شأناً عظيماً، فيذهب أبو حفص البخاري أن الدليل على صحة مذهب أبي حنيفة، أن أبا أحمد العياض يعتقد مذهبه، وهو ما كان يعتقد مذهباً باطلاً. ويروي أن أبا القاسم الحكيم السمرقندي، قال: ما خرج من خراسان ولا ما وراء النهر منذ مائة سنة مثل أبو أحمد العياض علماً وفقهاً ولساناً وبياناً ونزاهة وعفة وتقى.[16]
- الحكيم السمرقندي: أخذ عن الماتريدي الفقه والكلام، وتولى قضاء سمرقند أياماً طويلة وحمدت سيرته، ولقت بالحكيم لكثرة حكمته ومواعظه وانتشر ذكره في الشرق والغرب، وتوفي سنة 342 هـ.[17]
- أبو الحسن الرستغفني: له كتب في الفقه والأصول وله كتاب إرشاد المهتدين وكتاب الزوايد والفوائد في أنواع العلوم، وله كتاب في الخلاف بينه وبين الماتريدي في مسألة المجتهد.[18]
- عبد الكريم بن موسى البزدوي: أخذ عن أبو منصور الماتريدي وهو جد فخر الإسلام علي البزدوي، وصدر الإسلام أبو اليسر محمد البزدوي، سمع وحدث وذكر في تاريخ نسف، توفى سنة 390 هـ.[19]
- أبو عصمة بن أبي الليث البخاري: أخذ عن أبي منصور الماتريدي وهو من أقران الحكيم السمرقندي.[20]

ولقد أخذ هؤلاء التلاميذ عن أستاذهم الفقه والكلام، إلا أنه يلاحظ أن تعمقهم في الجانب الفقهي أكثر واهتمامهم به أظهر، بينما علم الكلام لم ينل منهم عناية كبيرة، فلم يعمقوا آراء أستاذهم الكلامية أو يوسعوا فيها، ولعلهم رأوا في آرائه الكلامية كفاية، ولم يكن بهم حاجة إلى الزيادة فيها، فرأوا فيها خير تعبير عن اعتقاد أهل السنة والجماعة، وربما يكون أيضاً عدم وجود مناقشات جدلية اعتقادية بينهم وبين مخالفيهم، سبباً في عدم نمو وتطور الجانب الكلامي عندهم.

## ثقافته
إن ثقافته وآراءه في الفقهين، الأكبر والأصغر، ينتهي إلى إمام مذهبه أبي حنيفة النعمان. فإن مشايخه الذين أخذ عنهم العلم، عكفوا على رواية الكتب المنسوبة إليه ودراستها، وقد نقل العلامة الكوثري أسانيد الكتب المروية عن أبي حنيفة عن النسخ الخطّيّة الموجودة في دار الكتب المصرية وغيرها، وفيها مشايخ الماتريدي... إلى أن قال: «فبنور تلك الرسائل سعى أصحاب أبي حنيفة وأصحاب أصحابه في إبانة الحق في المعتقد إلى أن جاء إمام السنة في ما وراء النهر، أبو منصور محمد بن محمد الماتريدي المعروف بـ(إمام الهدى) فتفرغ لتحقيق مسائلها، وتدقيق دلائلها، فأرضى بمؤلفاته جانبي العقل والنقل في آن واحد، » ثم ذكر مؤلفاته. وإسناد هذه الكتب والرسائل تنتهي إلى أحد مشايخ الماتريدي وقد طبع منها: الفقه الأكبر، الرسالة، العالم والمتعلم، والوصية في مطبعة حيدر آباد عام 1321 هـ. وهذه المؤلفات لا تتجاوز عن كونها بياناً للعقيدة وما يصح الإعتقاد به، من دون أن تقترن بالدليل والبرهان، ولكنها تحولت من عقيدة إلى علم، على يد الماتريدي فهو قد حقق الأصول في كتبه، فكان هو متكلم[ ؟ ] مدرسة أبي حنيفة ورئيس أهل السنة في بلاد ما وراء النهر، ولذلك سمّيت المدرسة باسمه، وأصبح المتكلمون على مذهب الإمام أبي حنيفة[ ؟ ] في بلاد ما وراء النهر، يسمّون بالماتريديين، واقتصر إطلاق اسم أبي حنيفة على الأحناف المتخصصين في مذهبه الفقهي.

## منهجه
المنهج الذي اختاره الماتريدي، وأرسى قواعده، وأوضح براهينه، هو المنهج الموروث من أبي حنيفة[ ؟ ] (ت 150 هـ) في العقائد وعلم الكلام، والفقه ومبادئه، والتاريخ يحدّثنا عن كون أبي حنيفة صاحب حلقة في علم الكلام. يذكر الإمام عبد القاهر البغدادي صاحب كتاب «الفرق بين الفرق» في كتابه الآخر «أصول الدين» أن أبا حنيفة له كتاب في الرد على القدرية سمّاه الفقه الأكبر، والرسائل الموروثة من أبي حنيفة أكثر مما ذكره البغدادي. ولمّا كانت المسائل الكلامية في ثنايا هذه المسائل، غير مرتّبة قام أحد الماتريدية في القرن الحادي عشر، وهو الإمام كمال الدين أحمد البياضي الحنفي، باخراج المسائل الكلامية عن هذه الرسائل من غير تصرّف في عبارات أبي حنيفة وأسماه «إشارات المرام من عبارات الإمام» ويقول فيه: «جمعتها من نصوص كتبه التي أملاها على أصحابه من الفقه الأكبر، والرسالة، والفقه الأبسط، وكتاب العالم والمتعلّم، الوصية، برواية...» ثم قال: «إن الإمام أبا منصور محمد بن محمد بن محمود الماتريدي روى عن الطبقة الثانية، أعني نصير بن يحيى، ومحمد بن مقاتل الرازي، وحقق تلك الأصول في في كتبه بقواطع الأدلة، وأتقن التفاريع، بلوامع البراهين اليقينية.»

## أنصار مذهبه
من أهم أنصار مذهبه:

كتاب التوحيد للإمام الماتريدي، ويليه: القول المتين في بيان توحيد العارفين المسمى: (نخبة المسألة شرح رسالة التحفة المرسلة في علم حقيقة الشريعة المحمدية) للعارف بالله الشيخ عبد الغني النابلسي الحنفي الماتريدي الصوفي.

1. القاضي الإمام أبو اليسر البزدوي (المولود عام 421 هـ، والمتوفّى في بخارى عام 478 هـ)، وقد ألف كتاب أصول الدين.
2. سيف الحق والدين أبو المعين النسفي (ت 502 هـ) وهو من أعاظم أنصار ذلك المذهب، مؤلف كتاب تبصرة الأدلة في أصول الدين يعد الينبوع الثاني بعد كتاب التوحيد للماتريدية الذين جاءوا بعده.
3. مفتي الثقلين نجم الدين عمر النسفي (ت 537 هـ) مؤلف متن العقائد النسفية ويقال أنه بمنزلة الفهرس لكتاب تبصرة الأدلة ومع ذلك ما زال هذا الكتاب محور الدراسة في الأزهر، وغيره، إلى يومنا هذا.
4. الإمام سعد الدين التفتازاني أحد المتضلعين في العلوم العربية، والمنطق، وعلم الكلام، وهو شارح العقائد النسفية الذي أٌلف على منهاج الإمام الماتريدي.
5. الشيخ الكمال بن الهمام (ت 861 هـ) صاحب كتاب المسايرة في علم الكلام.
6. العلامة كمال الدين أحمد البياضي مؤلف كتاب إشارات المرام من عبارات الإمام أحد كبار العلماء الأحناف في القرن الحادي عشر وكتابه هذا أحد المصادر الهامة للماتريدية.
7. الشيخ محمد زاهد الكوثري وكيل المشيخة الإسلامية في الخلافة العثمانية، أحد الخبراء في الحديث، والتاريخ، والملل والنحل. له خدمات صادقة في نشر العلم الشرعي.

## مؤلفاته
له العديد من المؤلفات:
1. في العقيدة وعلم الكلام:

تفسير الماتريدي المسمى بـ(تأويلات القرآن) أو (تأويلات أهل السنة) الطبعة التركية، تحقيق: أحمد وانلي أوغلي، مراجعة: بكر طوبال أوغلي.

  1. كتاب التوحيد، ويعرف باسم كتاب التوحيد وإثبات الصفات.
  2. كتاب المقالات.
  3. كتاب الأصول، ويعرف باسم أصول الدين، وباسم الأصول في أصول الدين، وباسم الدرر في أصول الدين.
  4. الرد على أصول القرامطة.
  5. الرد على فروع القرامطة.
  6. رد الأصول الخمسة لأبي محمد الباهلي.
  7. رد أوائل الأدلة للكعبي، ويعرف باسم كتاب رد أهل الأدلة.
  8. رد تهذيب الجدل للكعبي، ويعرف باسم الرد على تهذيب الكعبي في الجدل.
  9. رد وعيد الفساق، ويعرف باسم رد كتاب الكعبي في وعيد الفساق.
  10. رد كتاب الإمامة لبعض الروافض، ويعرف باسم كتاب رد الإمامة لبعض الروافض.
  11. بيان وهم المعتزلة، ويعرف باسم كتاب بيان أوهام المعتزلة.
2. في أصول الفقه:
  1. كتاب الجدل.
  2. مآخذ الشرائع.
3. في التفسير وعلوم القرآن:
  1. رسالة فيما لا يجوز الوقف عليه في القرآن.
  2. تأويلات القرآن، ويعرف باسم تأويلات أهل السنة.

## مؤلفات عنه
- السيف المشهور في شرح عقيدة أبي منصور — تاج الدين السبكي
- إمام أهل السنة أبو منصور الماتريدي وآراؤه الكلامية — د. علي عبد الفتاح المغربي
- شيخ أهل السنة والجماعة أبو منصور الماتريدي: وحدة أصول علم الكلام — د. محمد إبراهيم الفيومي
- أبو منصور الماتريدي حياته وآراؤه العقدية — د. بلقاسم الغالي
- المنهج العقدي للإمام أبي منصور الماتريدي بين النقل والعقل — د. مروة حمود خرمة
- تاريخ المذاهب الإسلامية — محمد أبو زهرة
- النقد والتقويم لمنتقد عقائد الماتريدية — سعيد فودة
- جهود المدرسة الماتريدية في الرد على أهل الأديان الأخرى — أحمد حمدي أحمد علي
- المنهجية العامة في العقيدة والفقه والسلوك والإعلام بأن الأشعرية والماتريدية من أهل السنة — عبد الفتاح بن صالح قديش اليافعي

## أقوال العلماء عنه وعن مذهبه
- يقول الكفوي في ترجمته: «إمام المتكلمين ومصحح عقائد المسلمين، نصره الله بالصراط المستقيم، فصار في نصرة الدين القويم، صنف التصانيف الجليلة، ورد أقوال أصحاب العقائد الباطلة».
- وقال عنه الشيخ عبد الله مصطفى المراغي في كتابه الفتح المبين في طبقات الأصوليين: «إن أبا منصور قوي الحجة، فحماً في الخصومة، دافع عن عقائد المسلمين، ورد شبهات الملحدين».[21]
- وقال عنه الشيخ أبو الحسن الندوي في كتابه رجال الفكر والدعوة: «جهبذ من جهابذة الفكر الإنساني، امتاز بالذكاء والنبوغ وحذق الفنون العلمية المختلفة» بل وكان يرجحه على أبي الحسن الأشعري في كتابه تاريخ الدعوة والعزيمة.[21]
- وقال الإمام ابن حجر الهيتمي في الزواجر عن اقتراف الكبائر: «المراد بالسنة ما عليه إماما أهل السنة والجماعة الشيخ أبو الحسن الأشعري وأبو منصور الماتريدي».[22]
- وقال الإمام حسن بن أبي عذبة صاحب الروضة البهية: «اعلم أن مدار جميع عقائد أهل السنة والجماعة على كلام قطبين: أحدهما: الإمام أبوالحسن الأشعري والثاني: الإمام أبو منصور الماتريدي. فكل من اتبع واحداً منهما اهتدى وسلم من الزيغ والفساد في عقيدته».[23]
- وقال العلامة طاش كبري زاده في مفتاح السعادة: «ثم اعلم أن رئيس أهل السنة والجماعة في علم الكلام - يعني العقائد - رجلان، أحدهما حنفي والآخر شافعي، أما الحنفي فهو أبو منصور محمد بن محمود الماتريدي، إمام الهدى... وأما الآخر الشافعي فهو شيخ السنة ورئيس الجماعة إمام المتكلمين وناصر سنة سيد المرسلين والذاب عن الدين والساعي في حفظ عقائد المسلمين، أبو الحسن الأشعري البصري.. حامي جناب الشرع الشريف من الحديث المفترى، الذي قام في نصرة ملة الإسلام فنصرها نصراً مؤزراً».[24]
- وقال الإمام الملا علي القاري في مرقاة المفاتيح: "...ومنه قوله تعالى: {أرأيت من اتخذ إلهه هواه} فالمراد بالأهواء مطلقا الاعتقادات، وبالمنكرات الأهوية الفاسدة التي غير مأخوذة من الكتاب والسنة، وقال ابن حجر[ ؟ ]، والأهواء المنكرة هي الاعتقادات الفاسدة المخالفة لما عليه إمام أهل السنة والجماعة أبو الحسن الأشعري وأبو منصور الماتريدي".[25]
- وقال الإمام محمد زاهد الكوثري: «فالأشعري والماتريدي هما إماما أهل السنة والجماعة في مشارق الأرض ومغاربها، لهم كتب لا تحصى، وغالب ما وقع بين هذين الإمامين من الخلاف من قبيل الخلاف اللفظي، وقد دونت عدة كتب في ذلك، وقد أحسن تلخيصها البياضي في»إشارات المرام في عبارات الإمام«ونقل نصه الزبيدي في شرح الإحياء».[26]
- وقال الحافظ مرتضى الزبيدي في شرح إحياء علوم الدين: «إذا أطلق أهل السنة والجماعة فالمراد بهم الأشاعرة والماتريدية».[27] وقال أيضاً في موضع آخر: «والمراد بأهل السنة هم الفرق الأربعة، المحدثون والصوفية والأشاعرة والماتريدية».[28]
- وقال الإمام السفاريني الحنبلي في لوامع الأنوار البهية: «أهل السنة والجماعة ثلاث فرق: الأثرية: وإمامهم أحمد بن حنبل رضي الله عنه، والأشعرية: وإمامهم أبو الحسن الأشعري رحمه الله، والماتريدية: وإمامهم أبو منصور الماتريدي، وأما فرق الضلال فكثيرة جداً».[29]
- وقال علامة الكويت الشيخ عبد الله بن خلف الدحيان تعليقا على تقسيم السفاريني لأهل السنة إلى ثلاث فرق: «فإذا قلت: لفظ الحديث يقتضـي عدم التعْدِيَة (أي أن لفظ الحديث يقتضي قصر النجاة على فرقة واحدة وعدم تعديته إلى ثلاث فرق) حيث قال فيه:»ستفترق أمتي على بضع وسبعين فرقة كلهم في النار إلا فرقة واحدة وهي ما كان على ما أنا عليه وأصحابي«فالجواب: أن الثلاث فرق هي فرقة واحدة لأنهم كلهم أهل الحديث، فإن الأشاعرة والماتريدية لم يردوا الأحاديث ولا أهملوها، فإمّا فوضوها وإمّا أوّلوها، وكل منهم أهل حديث، وحينئذ فالثلاث فرقة واحدة، لاقتفائهم الأخبار وانتحالهم الآثار، بخلاف باقي الفرق فإنهم حكّموا العقول وخالفوا المنقول فهم أهل بدعة وضلالة ومخالفة وجهالة والله تعالى أعلم».[30]
- وقال العلامة المواهبي الحنبلي في العين والأثر: «طوائف أهل السنة ثلاثة: أشاعرة، وحنابلة، وماتريدية، بدليل عطف العلماء الحنابلة على الأشاعرة في كثير من الكتب الكلامية وجميع كتب الحنابلة».[31]
- وقال المحدث محمد بن درويش الحوت البيروتي في رسائل في بيان عقائد أهل السنة والجماعة: «فائدة: المالكية والشافعية أشعرية وإمامهم أبو الحسن الأشعري من ذرية أبي موسى الأشعري رضي الله عنه، والحنفية ماتريدية وإمامهم أبو منصور الماتريدي، وهما إماما أهل السنة والجماعة، والحنابلة أثرية».[32]
- وقال الإمام أحمد الدردير في شرحه على منظومته في العقائد المسماة بخريدة التوحيد: «(واتبع سبيل الناسكين العلماء) ثم شرح عبارته فقال (جمع عالم وهو العارف بالأحكام الشرعية التي عليها مدار صحة الدين اعتقادية كانت أو عملية والمراد بهم السلف الصالح ومن تبعهم بإحسان وسبيلهم منحصر في اعتقاد وعلم وعمل على طبق العلم (أي: وعمل مطابق للعلم)، وافترق من جاء بعدهم من أئمة الأمة الذين يجب اتباعهم على ثلاث فرق، فرقة نصبت نفسها لبيان الأحكام الشرعية العملية وهم الأئمة الأربعة وغيرهم من المجتهدين، ولكن لم يستقر من المذاهب المرضية سوى مذاهب الأئمة الأربعة، وفرقة نصبت نفسها للاشتغال ببيان العقائد التي كان عليها السلف وهم الأشعري والماتريدي ومن تبعهما، وفرقة نصبت نفسها للاشتغال بالعمل والمجاهدات على طبق ما ذهب إليه الفرقتان المتقدمتان وهم الإمام أبو القاسم الجنيد ومن تبعه، فهؤلاء الفرق الثلاثة هم خواص الأمة المحمدية ومن عداهم من جميع الفرق على ضلال وإن كان البعض منهم يحكم له بالإسلام فالناجي من كان في عقيدته على طبق ما بينه أهل السنة».[33]
- وقال الإمام عبد الله بن علوي الحداد في رسالة المعاونة والمظاهرة والمؤازرة: «وعليك بتحسين معتقدك وإصلاحه وتقويمه على منهاج الفرقة الناجية، وهي المعروفة من بين سائر الفرق الإسلامية بأهل السنة والجماعة، وهم المتمسكون بما كان عليه رسول الله صلى الله عليه وسلم وأصحابه، وأنت إذا نظرت بفهم مستقيم عن قلب سليم فـي نصوص الكتاب والسنة المتضمنة لعلوم الإيمان، وطالعت سير السلف الصالح من الصحابة والتابعين علمت وتحققت أن الحق مع الفرقة الموسومة بالأشعرية، نسبة إلى الشيخ أبي الحسن الأشعري رحمه الله، فقد رتب قواعد عقيدة أهل الحق وحرَّرَ أدلتها، وهي العقيدة التي أجمع عليها الصحابة ومن بعدهم من خيار التابعين، وهي عقيدة أهل الحق من أهل كل زمان ومكان، وهي عقيدة جملة أهل التصوف كما حكى ذلك أبو القاسم القشيري في أول رسالته، وهي بحمد الله عقيدتنا.. وعقيدة أسلافنا من لدن رسول الله صلى الله عليه وسلم إلى يومنا هذا.. والماتريدية كالأشعرية في جميع ما تقدم».[34]

## وفاته
اتفقت معظم كتب التراجم على أن الماتريدي توفي سنة ثلاث وثلاثين وثلاثمائة بعد الهجرة، بينما ذكر صاحب كشف الظنون أنه توفي سنة اثنتين وثلاثين وثلاثمائة من الهجرة، ويقطع بهذا بعض المؤرخين المحدثين، أما طاش كبرى زاده فيذكر أنه مات سنة ست وثلاثين وثلاثمائة من الهجرة، ولكن الصحيح المشهور هو الأول وهو ما أجمع عليه أصحاب الطبقات، وهو سنة ثلاث وثلاثين وثلاثمائة.